# Carlos Ramírez (Sänger)
Carlos Julio Ramirez (* 4. August 1916 in Tocaima; † 12. Dezember 1986 in Miami) war ein kolumbianischer Sänger (Bariton) und Schauspieler.
Ramírez verdiente in seiner Jugend Geld als Sänger auf Flussschiffen auf dem Rio Magdalena. Dort wurde er von dem Politiker Laureano Gómez entdeckt, der ihm ein Studium bei Emilio Murillo in Bogotá ermöglichte. 1928 debütierte in La Voz de la Víctor, einem der ersten Rundfunksender Kolumbiens. Dort lernte er Efraín Orozco kennen, der ihn für eine Südamerikatournee engagierte. In Buenos Aires traf er den Dirigenten André Kostelanetz und seine Frau, die Sängerin Lily Pons. Diese vermittelten ihm Auftritte im Café Maipó und beim Radio Municipal.
Er wirkte in verschiedenen Filmen mit; berühmt wurde sein Auftritt in Badende Venus (Bathing Beauty) an der Seite von Esther Williams. 1952 entstanden  seine ersten Aufnahmen kolumbianischer Songs, darunter Bésame morenita, El camino del café, La carta, Compadre, no me hable de ella, Sombras, Arrunchaditos und El Trapiche. Er wurde ein erfolgreicher und gut bezahlter Sänger, lebte aber wegen seiner Spielsucht später völlig verarmt in Miami. Seine letzten Plattenaufnahmen entstanden 1972 mit Unterstützung des Komponisten Blas Emilio Atehortúa.

## Filmografie (Auswahl)
- 1944: Mein Schatz ist ein Matrose (Two Girls and a Sailor)
- 1944: Badende Venus (Bathing Beauty)
- 1945: Where Do We Go from Here?
- 1945: Urlaub in Hollywood (Anchors Aweigh)
- 1946: Tag und Nacht denk’ ich an Dich (Night and Day)
- 1946: Eine Falle für die Braut (Easy to Wed)
- 1953: Nadie lo sabrá
- 1955: La gran obsesión